# Боспорский форум
Боспо́рский фо́рум совреме́нной культу́ры — мультижанровый и междисциплинарный фестивальный проект, включающий литературные чтения, художественные акции и выставки, музыкальные концерты и гуманитарно-научные дискуссии. Форум проходил с участием авторов из России, Украины, Австралии, Белоруссии, Германии, Канады, Мадагаскара, США, Франции, Швейцарии в начале осени или летом 1993, 1994, 1995, 2011, 2013 и 2015 в городах Керчь и Симферополь и на острове Тузла, в Крыму.

## История
Концепция и проблематика форума разрабатывались в 1992 году поэтами крымско-московской группы «Полуостров» (Игорь Сид, Андрей Поляков, Михаил Лаптев); в выработке концепции и сценарном воплощении первых трёх Боспорских форумов активно участвовали режиссёр Оксана Натолока и историк, археолог, первооткрыватель античного городища Акра Алексей Куликов.

### Первый Боспорский форум
Первый Боспорский форум прошёл в конце сентября — начале октября 1993 года при поддержке Управления изобразительного искусства Министерства культуры России (руководитель Леонид Бажанов) c участием авторов из России, США, с Украины и из Австралии.
Форум открылся выставкой инсталляций и лэнд-арта «Tabula rasa» на острове Тузла и продолжился литературными акциями в Керчи.

### Второй Боспорский форум
Второй Боспорский форум прошёл при поддержке Министерства культуры Крыма, керченского филиала украинского банка «Приватбанк» и керченского швейного предприятия «Анна» в июле 1994 и собрал, впервые в послеперестроечном Крыму, литературную элиту тогдашней эпохи, включая Василия Аксёнова, Фазиля Искандера, Тимура Кибирова и других известных авторов нескольких поколений.

### Третий Боспорский форум
Третий Боспорский форум прошёл в августе 1995 года при поддержке Министерства культуры Крыма с участием, помимо прежнего состава, новых авторов, в том числе Дмитрия Воденникова, Алексея Парщикова, Льва Рубинштейна — в целом, с несколько более «молодым» составом.
По окончании третьего форума в Москве был создан Крымский геопоэтический клуб, ставший некоей географической «проекцией» или зеркалом Боспорского форума, и втянувший в свою деятельность его участников. В работе самого форума наступила долгая пауза.

### Четвёртый Боспорский форум
В августе 2011 года Боспорский форум был возрождён по инициативе Максима Кабанова, владельца «одноимённого» керченского пансионата «Боспор», предоставившего участникам Форума помещения для проживания и проведения мероприятий.
Впервые участвовал ряд новых авторов, в том числе из Канады и Мадагаскара. Начиная с этого этапа, мероприятия Форума проходят не только на Керченском полуострове, но и в Симферополе, в Центральном музее Тавриды. Центральным мероприятием программы становится семинар (круглый стол) «Школа выживания современной культуры».

### Пятый Боспорский форум
В сентябре 2013 года Форум прошёл пятый раз, с участием новых авторов, в том числе, из Австралии, Беларуси, Германии, США, Франции, при поддержке и активном участии Крымского университета культуры, искусств и туризма и Центрального музея Тавриды (Симферополь), и пансионата «Боспор» (Керчь). Специальным проектом пятого Форума стало участие, при поддержке украинского «мецената Виктора Винтоняка, представителей Станиславского феномена» — яркой плеяды прозаиков, поэтов и эссеистов, благодаря которым город Ивано-Франковск (старое название Станислав) превратился в последние 20 лет фактически в литературную столицу Украины.

### Шестой Боспорский форум
Шестой Боспорский форум, прошедший в сентябре 2015 года при поддержке пансионата «Боспор» (Керчь), впервые имел конкретную тематику — «Открытость к Другому. Литературный перевод и интерпретация искусства». Главным организатором Форума выступил в этот раз российский Институт перевода.
Впервые участвовали историк, аналитик, доктор политологии, научный руководитель Европейского института МГИМО Олег Барабанов; доктор филологии, основатель и издатель литературного альманаха «Дикое поле» Александр Кораблёв (Донецк); филолог, переводчик, главный редактор журнала «Иностранная литература» Александр Ливергант; переводчик, главный редактор англоязычного журнала русской литературы «Glas» Наталья Перова; поэты и доктора филологии Наталия Азарова, Александр Бубнов, русский поэт-новатор Амарсана Улзытуев; филолог-славист, этнолог Татьяна Хофманн (Цюрих) и др. известные деятели культуры и науки.

## Проблематика
- Формат «семинара-фестиваля», придуманный специально для Боспорского форума, предполагал органичное соединение разноформатных мероприятий — как артистического, так и научно-аналитического плана.
- Первоначально общая направленность интеллектуального диалога на форуме сводилась к осмыслению историко-культурного наследия Средиземноморья через призму современного искусства.
- Однако с каждым новым форумом всё важнее становилась футурологическая[2], прогностическая составляющая дискуссий, озабоченность проявлениями мирового политико-экономического, экологического, духовного кризиса. В итоге, идеологическим стержнем четвёртого, пятого и шестого Боспорского форума (2011, 2013, 2015) стал семинар (круглый стол) по футурологии и прикладной эсхатологии «Школа выживания современной культуры».
- В развитие проблематики выживания человечества, шестой Боспорский форум был посвящён проблематике литературного перевода, как культурного феномена и миротворческого фактора, сближающего народы и способствующего их взаимопониманию.

## Участники
Участниками Боспорского форума в разные годы были:
- писатели Василий Аксёнов, Владимир Войнович, Сергей Волченко, Александр Грановский, Фазиль Искандер, Юрий Нечипоренко (Россия), Владимир Ешкилев, Леонид Панасенко (Украина);
- поэты Наталия Азарова, Михаил Айзенберг, Виктория Андреева, Павел Арсеньев, Иван Ахметьев, Вероника Боде, Григорий Брайнин, Александр Бубнов, Дмитрий Воденников, Дина Гатина, Александр Голубев, Иван Жданов, Николай Звягинцев, Тимур Кибиров, Мария Максимова, Владимир Микушевич, Татьяна Михайловская, Василий Нестеренко, Алексей Парщиков, Андрей Пустогаров, Андрей Родионов, Лев Рубинштейн, Евгений Сабуров, Андрей Сизых, Юлия Скородумова, Амарсана Улзытуев, Александр Шишкин, Руслан Элинин (Россия), Борис Бабушкин, Станислав Бельский, Марианна Кияновская, Александр Моцар, Сергей Новиков, Галина Петросаняк, Андрей Поляков, Сергей Трафедлюк, Валерий Чепурин (Украина), Варвара Черковская (Белоруссия), Татьяна Бонч-Осмоловская (Австралия), Сергей Бирюков (Германия), Изяслав Гершмановских (США), Мартина Хюгли (Швейцария);
- переводчик, редактор Александр Ливергант (Россия);
- издатели и кураторы Дмитрий Кузьмин, Наташа Перова, Аркадий Ровнер, Игорь Савкин, Андрей Цеменко (Россия), Александр Очеретянский (США), Дмитрий Бураго, Сергей Шаталов (Украина);
- музыканты Александр «Фагот» Александров, Сергей Летов (Россия), Алексей Блажко, Юрий Зморович, Александр Коновалов (Украина), Александр Петропавловский (Канада);
- художники Валерий Айзенберг, Рост Егоров, Дмитрий Канторов, Ангелина Панова, Аристарх Чернышёв (Россия), Виктор Бабанин, Исмет Шейх-Задэ (Украина), Жан-Марк Кастера (Jean-Marc Castera, Франция),
- режиссёр Александр Дирдовский (Украина);
- критики Михаил Боде, Евгения Вежлян, Владислав Кулаков (Россия), Мария Элизабет Гоуф (Maria Gough, Австралия);
- историки Алексей Куликов, Андрей Мальгин, Семён Шестаков (Украина);
- культурологи Екатерина Дайс, Александр Люсый (Россия);
- филологи Владимир Казарин, Александр Кораблёв (Украина), Татьяна Хофманн (Швейцария);
- биофизик Борис Режабек;
- философ Олег Габриелян (Украина);
- психолог Александр Асмолов (Россия);
- политологи и аналитики Олег Барабанов (Россия) и Тантели Ратувухери (Tantely Ratovohery, Мадагаскар/Украина), и другие авторы.
- Инициатор и куратор Боспорского форума — поэт, эссеист, антрополог Игорь Сид, режиссёр Форума — Оксана Натолока (Пасько). Некоторые события культурной программы Форума происходили в Музее морской флоры и фауны и других помещениях ЮГНИРО, где с 1985 года работал Сид.

## Концептуальные акции
- Среди особенностей Боспорского форума — повышенный интерес к концептуальному искусству: лэнд-арту, инсталляции, перформансу, а также — уникальная креативная атмосфера, аура сотворчества в реальном времени, втягивавшая в себя не только участников форума, но и его слушателей.
- Первый Боспорский форум открылся выставкой инсталляций и лэнд-арта «Tabula rasa» на острове Тузла. Достигавшая километровой длины инсталляция-геоглиф Ростислава Егорова «LOOK TO THE HEAVENS» («Смотри в небеса») была исполнена чёрными водорослями по траншеям в песке и, согласно легенде, была сфотографирована спутником «НАСА (в московской газете Гуманитарный фонд» публиковались фото геоглифа, сделанные спутником). «Островную» тему раскрывал антивоенный пироперформанс Аристарха Чернышёва «Боспор-Бикини». Инсталляция Аристарха «Восставшие Из Пролива» (странной формы рыбы в стеклянных банках, выставленных вдоль берега Тузлы) затрагивала экологические проблемы Чёрного и Азовского морей, и Мирового океана в целом.
- Инсталляция историка и художницы Марии Элизабет Гоуф (Австралия) в соавторстве с художником Константиносом Иоаннидисом (Греция) «Уши Палеополиса» продолжила собой серию их совместных работ. Композиция «Афродита из яйцеклетки» Валерия Айзенберга и Ирины Даниловой была повторена через десять лет в 2003 году в рамках художественной акции «Московская Тузла»[3], проведённой на острове Серебряный Бор Крымским геопоэтическим клубом в знак протеста против политического конфликта вокруг Тузлы.
- В числе «фирменных» концептуальных акций Боспорского форума — перформансы «Циклопический жест» (захоронение участниками фестиваля «творческих талисманов» в «псевдо-скифском» кургане Юз-Адын-Оба, специально созданном на керченской горе Митридат), и «Письма с Понта»: бросание в Керченский пролив (в античности — Боспор Киммерийский) дубовой бочки с посланиями участников форума.

## Значение
- Боспорский форум стал первым крупным международным фестивальным проектом в постсоветском Крыму. Одновременно он был первым экспериментальным, мультижанровым и междисциплинарным проектом такого масштаба на всём постсоветском пространстве.
- После форума место его проведения — город Керчь, с его топографией — было отражено в произведениях таких его участников, как прозаик Василий Аксёнов, поэты Николай Звягинцев, Мария Максимова, Андрей Поляков и другие. Василий Аксёнов до конца своей жизни упоминал о Боспорском форуме, Керчи и острове Тузла в различных интервью.
- В рамках Боспорского форума впервые на постсоветском пространстве разрабатывалась концепция новой культурологической доктрины — геопоэтики.
- Как проект экспериментальный, находящийся в постоянном становлении, Боспорский форум демонстрировал собственное порождающее, генеративное начало. Продолжением интеллектуально-художественных практик Боспорского форума стали такие культурные проекты, как Крымский клуб (Крымский геопоэтический клуб, фактически «московская экстраполяция» Боспорского форума),фестиваль импровизации «Школа Зморовича», семинар «Школа выживания современной культуры».
- Пленэрные артистические практики Боспорского форума были продолжены, в частности, фестивалем «Баррикада на Тузле» (2008), также использовавшем остров Тузла для проведения художественных и литературных акций.

## Цитаты
- «Праздник болтовни как жанр искусства имеет глубокие средиземноморские корни, и я приветствую Боспорский форум, как продолжение великих традиций» (Сергей Аверинцев, приветствие I Боспорскому форуму, 1993)
- В Керчи завершил работу фестиваль современного искусства и литературы «Боспорский форум»… Открывшийся выставкой московских художников на острове Тузла, фестиваль затем переместился на материк под сень культурных учреждений[4]. (Михаил Боде, газета «Коммерсантъ-Daily», 07.10.1993)
- «Будущее Крыма — мировой художественный полигон». Таков идейный стержень фестиваля «Боспорский форум». (Газета «Президент», 01.06.1994)
- «Приветствую конгресс отмирающего племени литераторов… Выше держите Крым за Боспорский форум!» (Виктор Ерофеев, приветствие III Боспорскому форуму, 1995)
- Этот контекст начинает становиться престижным: летний Крымский форум делается всё более авторитетным. (Вячеслав Курицын, газета «Сегодня», 27.01.1995)
- В Москве открылся… Крымский геопоэтический клуб… Это очередная инициатива известной нашим читателям организации «Боспорский форум», уверенной в том, что через Крым проходит эстетическая ось мира. («Литературная газета», 06.12.1995)
- «Я знаю Тузлу, ездил туда на Боспорский форум. В середине 90-х годов молодая группа авангардистов устроила там концептуалистский форум» (Василий Аксёнов, «Русский курьер», 2004)
- …В городе Керчь открывается IV Боспорский форум… Завтра основным мероприятием форума будет круглый стол по тавриологии и по геопоэтике Крымского полуострова… («Независимая газета», НГ-ExLibris, 18.08.2011)
- «Боспорский форум, ты отблеск того небесного Крыма, который мне снится последние 20 лет…» (Андрей Поляков, 2013)
- Одной из черт обновления проекта стало резкое расширение его географии… Специальным проектом пятого Боспорского форума стал литературный десант с Западной Украины, представлявший так называемый «Станиславский феномен». («Русский журнал», 26.09.2013)
- На Форуме… всё важнее становится футурологическая составляющая дискуссий, связанная с выживанием культуры в мире экономического, экологического и духовного «кризиса. (Газета 2000», 11.10.2013)
- …Состоялись торжественное открытие и презентация 700-страничного сборника «Миры литературного перевода», изданного главным организатором Боспорского форума — российским Институтом перевода… Художественный перевод рассматривался не только как культурный феномен, но и как важный миротворческий ресурс, дающий надежду на выживание человечества. («Независимая газета», НГ-ExLibris, 01.10.2015)
- «Боспорский форум и Крымский клуб свели вместе огромное количество творческих людей, породили многие другие проекты. Например, Владимир Микушевич, которому в то время было под 60, услышав на Боспорском форуме рассказы десятилетнего Михаила Боде, сказал, что у него есть нечто подобное, и что они вместе должны создать школу остросюжетного абсурда. Единственный вечер авторов этой школы прошёл вскоре в Москве» (Из речи Вероники Боде на праздновании 20-летия Крымского клуба 14.04.2016 в Музее Серебряного века)